# Leah Thys
Leah Thys (Zonhoven, 17 mei 1945) is een Vlaams actrice, vooral bekend van haar rol als Marianne Bastiaens in Thuis.

## Loopbaan
Leah Thys studeerde aan het Koninklijk Conservatorium van Gent. Als freelance actrice is ze bij zowat alle Vlaamse theatergezelschappen en productiehuizen actief (geweest). Ze was enkele jaren vast in dienst bij het NTGent en trok in 1983 naar Engeland om er in diverse voorstellingen te spelen. Tevens werd ze er docente Laban-bewegingsanalyse aan de Guilford School of Acting en regisseerde ze er diverse theaterstukken. Tijdens deze jaren (en ook na haar terugkeer naar België) was zij gastdocente aan het Russische Staatsinstituut voor Theatrale Kunsten (GITIS) in Moskou, in het Samuel Beckett Institute te Dublin en aan het Conservatorium te Wenen. In 1994 keerde zij terug naar haar thuisland België. Daar strikte ze onmiddellijk de rol van Marianne uit "Thuis". Van 1995 tot 2012 doceerde ze de vakken Laban en Monologen aan het Koninklijk Conservatorium van Brussel. Ook nam ze hier jaarlijks de regie van de Shakespeare-projecten voor haar rekening.

## Filmografie
- Het recht van de sterkste (1975) (als Juffrouw Pluimsteert)
- Jonas de walvisvaarder (1975)
- Zonsverduistering (1975) (als Isabelle Rimbaud)
- Achteraf bekeken (1977)
- Ons klein paradijs (1978)
- Er was eens in december (1978)
- Het huis aan de Sint-Aldegondiskaai (1979) (als Lena)
- TV-Touché (1983) waarin ze een lerares speelt
- Thuis als Marianne Bastiaens - De Decker (1995-heden)
- Flamenco in mineur (1998)
- Salamander als Martine Callier, Dame Salamander (2012-2013 & 2018)
- Albert II als koningin Fabiola (2013)

## Gastoptredens
- Niet voor publikatie aflevering 9, seizoen 2: Lange vingers (1994) als Solange Poppe
- F.C. De Kampioenen
  - Seizoen 11, aflevering 4: Vrolijk Kerstfeest (2000) als Madeleine De Backer
  - Seizoen 15, aflevering 13: Het Huwelijk (2005) als Madeleine De Backer
  - Seizoen 19, aflevering 5: Doopfeest (2009) als Madeleine De Backer
  - Seizoen 21, aflevering 13: De mooiste dag (2011) als Madeleine De Backer
  - Kampioen zijn blijft plezant (2013) als Madeleine De Backer

- Klasgeheimen aflevering 9, seizoen 2 (2001)
- Flikken
  - Seizoen 1, aflevering 13: Volle maan (2000) als Geneviève
  - Seizoen 2, aflevering 7: Moordschuld (2000) als Geneviève
  - Seizoen 2, aflevering 13: Stille nacht (2001) als Geneviève
- Goesting aflevering 3 (2010) als Jackie Colpaert
- Code 37 aflevering 11, seizoen 3: Natuurlijke drang (2012) als Valesca

## Als zichzelf
- Feest! 50 jaar televisie (2003)
- Fans (2008)
- De generatieshow (2010) als kapitein van de jaren 60
- Vroeger Of Later? (2012)
- Weet ik Veel (2014)
- Die Huis (2017)
- Gert Late Night (2018)
- Dancing With The Stars (2018) als jurylid
- Vrede Op Aarde (2018)
- Twee Tot De Zesde Macht (2019)
- Videoclip 'Wat Doe Je Nou' van Josje Huisman (2019)
- Wat een Jaar! (2019)
- Voor altijd Kampioen! (2021) - als zichzelf (Documentaire)

## Privéleven
Thys trouwde in 2009 met acteur en journalist Jos De Man met wie ze op dat moment al 37 jaar een relatie had. De Man overleed op 3 mei 2021 aan de gevolgen van COVID-19. Ze is een zus van actrice Chris Thys, die een tijdlang de rol speelde van Claire Bastiaens, de zus van Leahs personage Marianne Bastiaens in de Thuis-soap. Haar andere zus, Germaine Thys, was vroeger te zien in het televisieprogramma Oma's keukengeheimen op Vitaya en overleed op 4 juli 2014.

## Trivia
- Leah Thys wordt meermaals vernoemd in het programma Fans, dat in het najaar van 2008 te zien was op één.
- In 2008 bracht ze haar eigen album 'My Tribute To The Diva' uit.
- Leah Thys sprak de Vlaamse stem in van professor Minerva Anderling in de Harry Potter-films.
- Leah Thys was in 2017 samen met Chris Lomme het gezicht van de cadeaudagen van de Oxfam-Wereldwinkels.

- MusicBrainz: b5b7e720-c4aa-4115-8d30-e2304fb51bf5